# Tyler Huntley
Tyler Huntley (Dania, 3 febbraio 1998) è un giocatore di football americano statunitense che milita nel ruolo di quarterback per i Cleveland Browns della National Football League (NFL).

## Carriera

### Baltimore Ravens
Huntley firmò con i Baltimore Ravens come free agent non scelto nel draft il 30 aprile 2020. Nel quarto periodo di una gara contro i Jacksonville Jaguars, Huntley subentrò al titolare Lamar Jackson completando due passaggi su quattro nella vittoria per 40–14. Contro i Cincinnati Bengals, con il punteggio nettamente in favore dei Ravens, entrò nel finale del quarto periodo, completando un passaggio da 8 yard e correndo 6 volte per 5 yard.
Huntley disputò la prima gara come titolare il 21 novembre 2021 quando Lamar Jackson non poté essere schierato per un'influenza contro i Chicago Bears. Huntley guidò la squadra a segnare il touchdown della vittoria, a 22 secondi dal termine.
Nel 13º turno della stagione 2022 Huntley subentrò all'infortunato Lamar Jackson nella gara contro i Denver Broncos in cui, con i Ravens in svantaggio per 9-3 nel finale, guidò la squadra con un lungo drive finale, conclusosi con il suo touchdown della vittoria su corsa. La settimana successiva partì come titolare contro i Pittsburgh Steelers ma fu costretto a lasciare l'incontro nel terzo quarto a causa di una commozione cerebrale. Con Jackson ancora infortunato, Huntley partì come titolare nel primo turno di playoff in cui passò 226 yard, 2 touchdown e un intercetto nella sconfitta contro i Cincinnati Bengals. A fine stagione, malgrado statistiche meno che mediocri (2 passaggi da touchdown e 3 intercetti subiti), Huntley fu convocato per il Pro Bowl in sostituzione dell'infortunato Josh Allen a causa delle defezioni di diversi quarterback prima di lui.
Nella stagione 2023, con la qualificazione ai play-off già raggiunta con il miglior record della AFC, i Ravens annunciarono che Huntley avrebbe giocato da titolare l'ultima ininfluente gara della stagione regolare, in sostituzione di Lamar Jackson. In quella partita passò 146 yard e un touchdown nella sconfitta contro Pittsburgh.

### Cleveland Browns
Il 17 marzo 2024 Huntley firmò con i Cleveland Browns. Rientrò nel roster attivo iniziale per la nuova stagione ma subito dopo i Browns, che provarono a scambiarlo senza riuscirci, lo svincolarono il 29 agosto 2024.

### Baltimo Ravens (2° periodo)
Il 30 agosto 2024 Huntley tornò con i Ravens, firmando per la squadra di allenamento e andando così a ricoprire il ruolo di seconda riserva dietro il titolare Lamar Jackson e Josh Johnson.

### Miami Dolphins
Il 17 settembre 2024 Huntley firmò con i Miami Dolphins. Nel penultimo turno partì come titolare al posto dell'infortunato Tua Tagovailoa completando 22 passaggi su 26 per 225 yard e un touchdown, oltre a 52 yard corse e un altro touchdown, nella vittoria sui Cleveland Browns.

### Ritorno ai Cleveland Browns
Il 5 agosto 2025 Huntley firmò per fare ritorno ai Cleveland Browns.

## Palmarès
- Convocazioni al Pro Bowl: 1

2022